# Дорофей (село)
Дорофей (рум. Dorofei) — село у повіті Бакеу в Румунії. Входить до складу комуни Дялу-Морій.
Село розташоване на відстані 230 км на північний схід від Бухареста, 40 км на південний схід від Бакеу, 94 км на південь від Ясс, 114 км на північний захід від Галаца.

## Населення
За даними перепису населення 2002 року у селі проживала 1 особа.